# Макморрис, Марк
Марк Ли Макморрис (англ. Mark Lee McMorris; род. 9 декабря 1993 года, Реджайна, Саскачеван, Канада) — канадский сноубордист, выступающий в слоупстайле и биг-эйре. Чемпион мира 2021 года в биг-эйре, трёхкратный бронзовый призёр зимних Олимпийских игр в слоупстайле, двукратный вице-чемпион мира в слоупстайле.

## Биография
Марк родился 9 декабря 1993 года в Реджайне, провинция Саскачеван, Канада. Его отец — провинциальный политик Дон Макморрис, мать — Синди Макморрис. Его старший брат, Крейг Макморрис, также профессиональный сноубордист.

## Спортивная карьера
Во второй день Олимпийских игр в Корее канадский спортсмен сумел во второй раз подряд, в дисциплине слоупстайл завоевать вторую свою бронзовую медаль Олимпиад. С результатом 85,20 он уступил золото американцу Редмонду Джерарду и серебро канадцу Максансу Парро.
На XXIV зимних Олимпийских играх в Пекине, Марк в третий день соревнований 7 февраля 2022 года в слоупстайле завоевал олимпийскую бронзовую медаль. Третью за свою спортивную карьеру.
- Чемпион мира в биг-эйре (2021);
- Трёхкратный бронзовый призёр зимних Олимпийских игр в слоупстайле (2014, 2018 и 2022);
- Пятикратный чемпион X-Games (биг-эйр (2012, 2015); слоупстайл (2012, 2013, 2015));
- Двукратный серебряный призёр чемпионата миров в слоупстайле (2013, 2019);
- Двукратный серебряный призёр X-Games (слоупстайл (2011); биг-эйр (2013));
- Победитель этапа Кубка мира по сноуборду в слоупстайле (2010).

## Призовые места на этапах Кубка мира
| #  | Дата           | Место   | Вид        |
| -- | -------------- | ------- | ---------- |
| 1. | 30 января 2010 | Калгари | Слоупстайл |

## Выступления на Чемпионатах мира
| Место | Дата           | Место    | Вид        | Победитель    |
| ----- | -------------- | -------- | ---------- | ------------- |
| 2     | 18 января 2013 | Стоунхем | Слоупстайл | Роопе Тонтери |
| 5     | 19 января 2013 | Стоунхем | Биг-эйр    | Роопе Тонтери |